# Acanthonyx simplex
Acanthonyx simplex är en kräftdjursart som beskrevs av James Dwight Dana 1852. Acanthonyx simplex ingår i släktet Acanthonyx och familjen Epialtidae. Inga underarter finns listade i Catalogue of Life.